# Rob Knox Film Festival
Rob Knox Film Festival — Фестиваль имени Роба Нокса проходит ежегодно в Лондоне в память об актёре Роберте Ноксе, сыгравшем роль Маркуса Белби в фильме «Гарри Поттер и Принц-полукровка».

## Цели фестиваля
- поддержать позитивное поведение молодых людей,
- предоставить более широкую аудиторию местным фильмам,
- предоставить молодой местной аудитории возможность увидеть независимую кинопродукцию со всего мира,
- предоставить возможность профессионального развития местным молодым кинематографистам,
- отобрать фильмы, которые поднимают важные социальные вопросы, и потому их можно использовать в образовательных целях.

## Призы
- Лучший фильм
- Лучший фильм до 5 минут
- Лучший режиссёр
- Лучший сценарий
- Лучший актёр
- Лучшая актриса

Также на фестивале могут быть вручены Лучший монтаж, Лучшая операторская работа, Лучшее музыкальное видео, Лучший веб-сериал, Лучшая комедия, Лучший социальный фильм, Лучший документальный фильм.
Победители получают трофей и сертификат.

## Правила и условия
Принимаются фильмы всех жанров и любой продолжительности. Для участия в фестивале показ фильма не обязан быть премьерным.
Работы следует подавать через Filmfreeway.

## Жюри и организаторы
Организатор — Фонд имени Роберта Нокса.
Michael Wearing, директор фестиваля.